# Cadillac Series 62
Cadillac Series 62 – samochód osobowy klasy luksusowej produkowany pod amerykańską marką Cadillac w latach 1940–1964.

## Pierwsza generacja

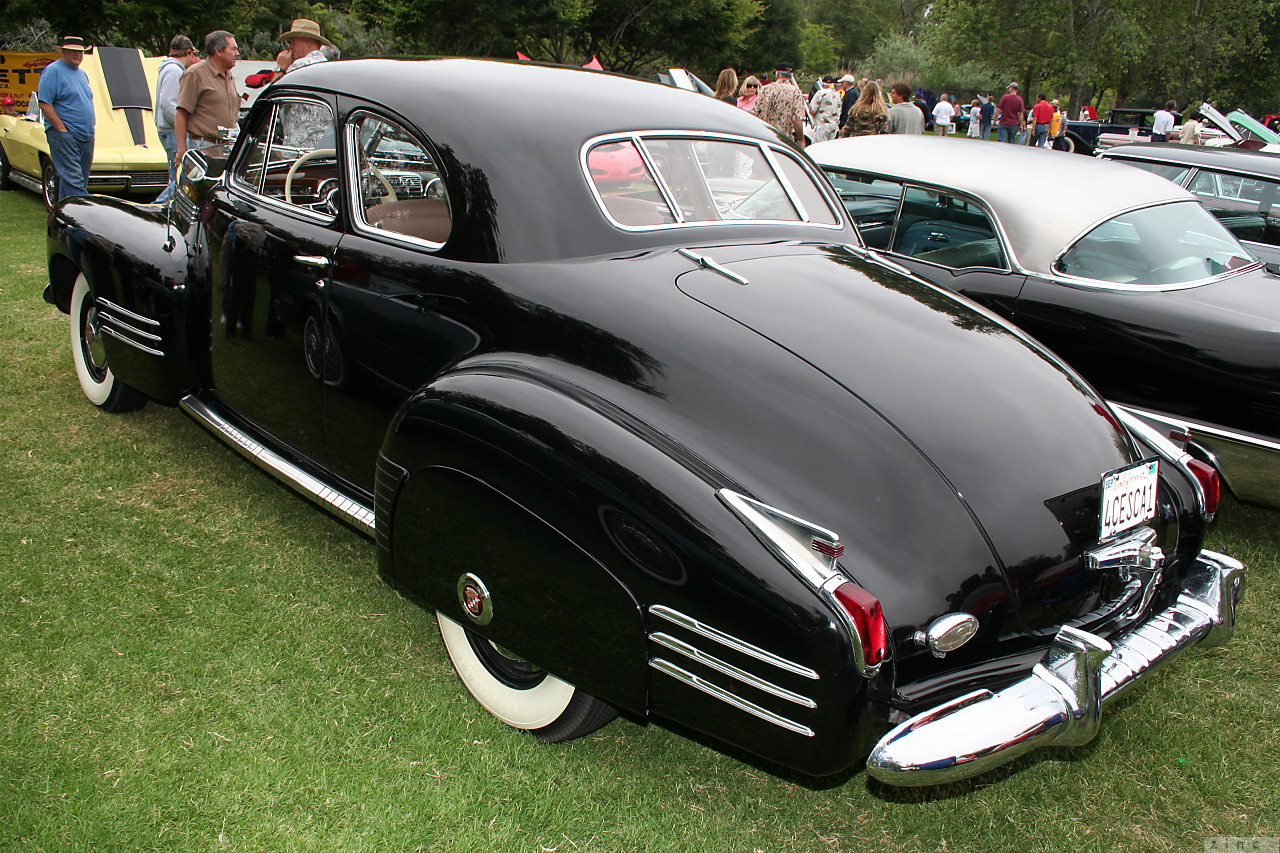
Cadillac Series 62 I - tył

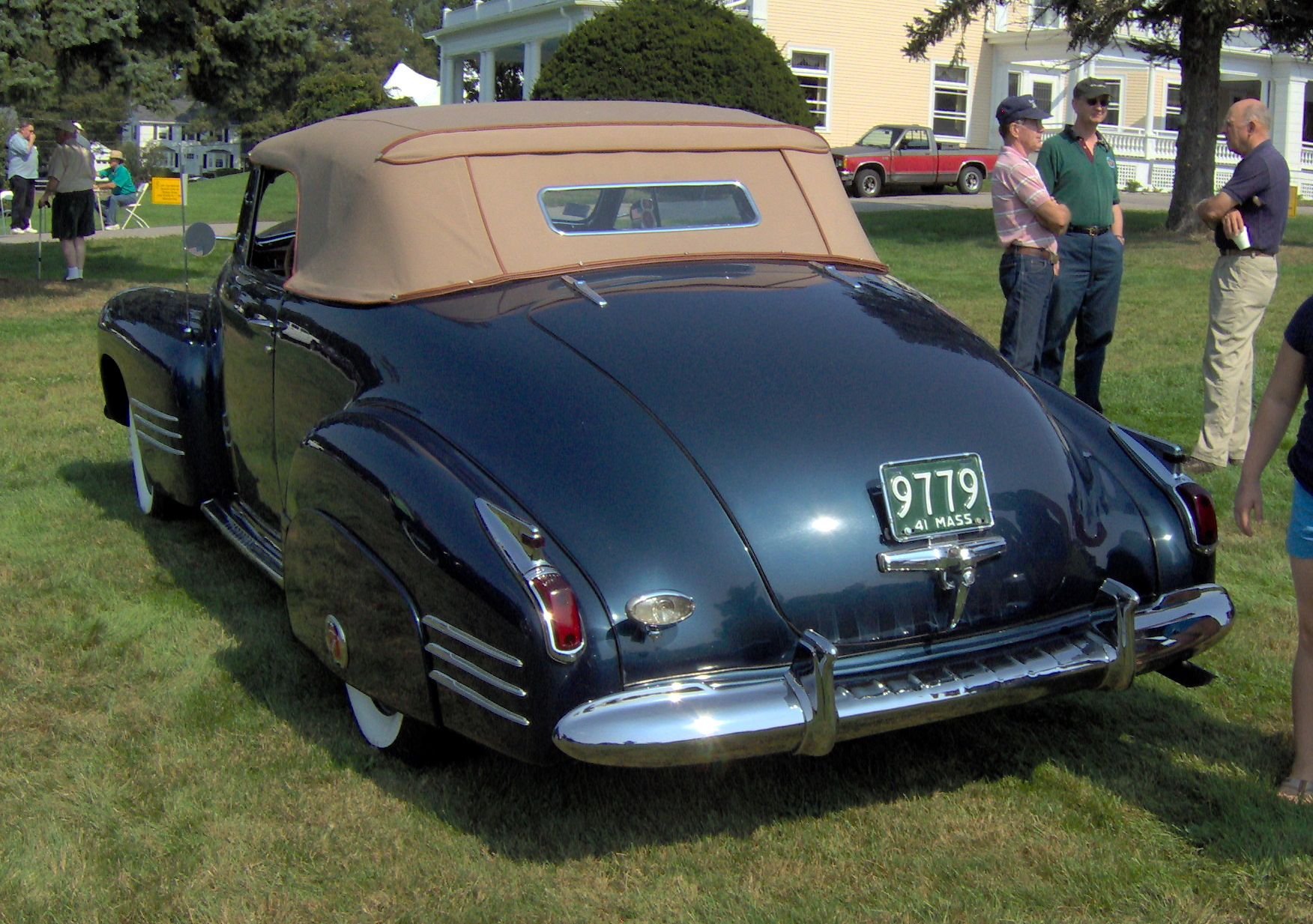
Cadillac Series 62 I Cabriolet

Cadillac Series 62 I został zaprezentowany po raz pierwszy w 1940 roku.
Pierwsza generacja serii 62 została wprowadzona do produkcji jako rocznik 1940. Oparto ją na płycie podłogowej GM C-body którą wykorzystywały także pojazdy: Buick Roadmaster i Super, Oldsmobile Series 90 oraz Pontiac Torpedo. Do napędu służyła jednostka V8 5,7 l, moc przenoszona była na oś tylną poprzez 3-biegową manualną bądź 4-biegową automatyczną skrzynię biegów.
Rozstaw osi dla rocznika 1940 wynosił 3277 mm, dla 1941 – 3200 mm, zaś dla wersji Commercial 4140 mm. Długość nadwozia to odpowiednio 5489, 5486 i 6424 mm. Pojazd dostępny był jako: 2-drzwiowe coupé, 4-drzwiowy sedan oraz 2- i 4-drzwiowy kabriolet.

### Silnik
- V8 5.7l Monobloc

## Druga generacja

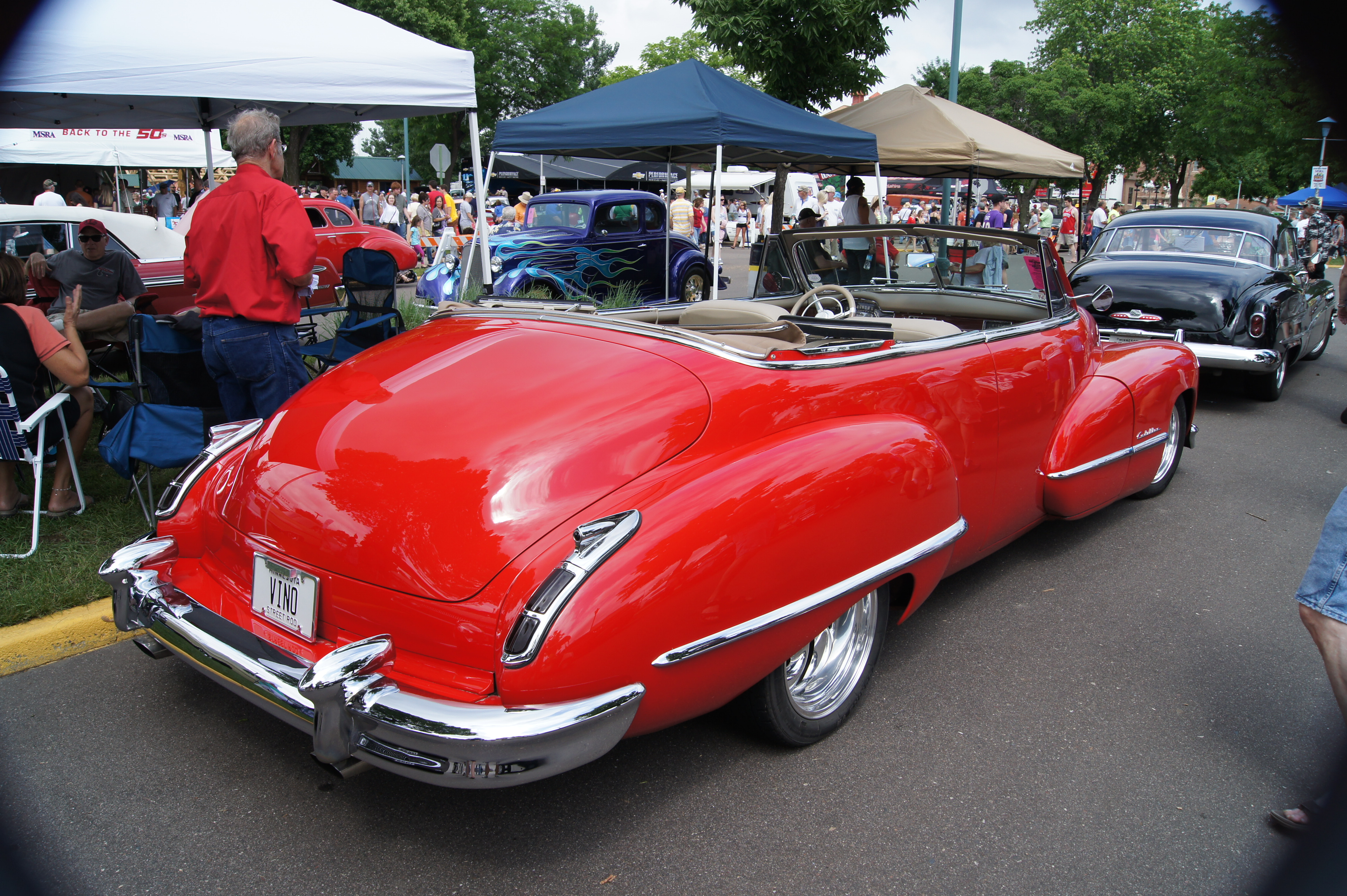
Cadillac Series 62 II - tył

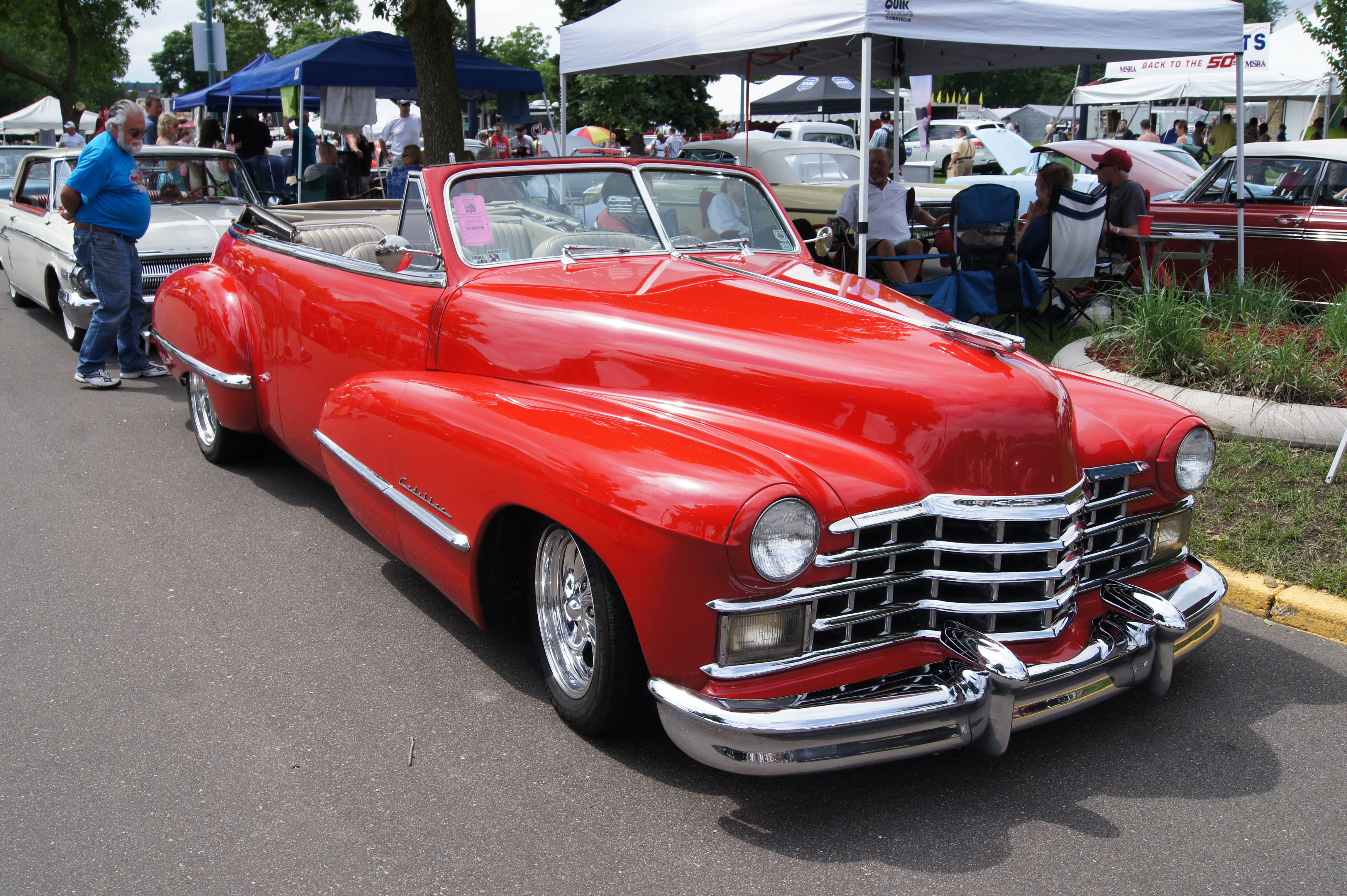
Cadillac Series 62 II Cabriolet

Cadillac Series 62 II został zaprezentowany po raz pierwszy w 1942 roku.
Druga generacja serii 62 trafiła na rynek jako rocznik 1942. Wciąż opierała się na płycie podłogowej GM C-body którą wykorzystywały także pojazdy: Cadillac Sixty Special, Buick Super i Roadmaster oraz Oldsmobile 98. Do napędu wciąż służył silnik V8 5,7 l, moc przenoszona była na oś tylną poprzez 3-biegową manualną bądź 4-biegową automatyczną skrzynię biegów.
Rozstaw osi wynosił 3277 mm, długość nadwozia zaś dla roczników 1942-1945 5588 mm, dla 1946-47 – 5568 mm. Z gamy wersji nadwoziowych zniknął 4-drzwiowy kabriolet.

### Silnik
- V8 5.7l Monobloc

## Trzecia generacja

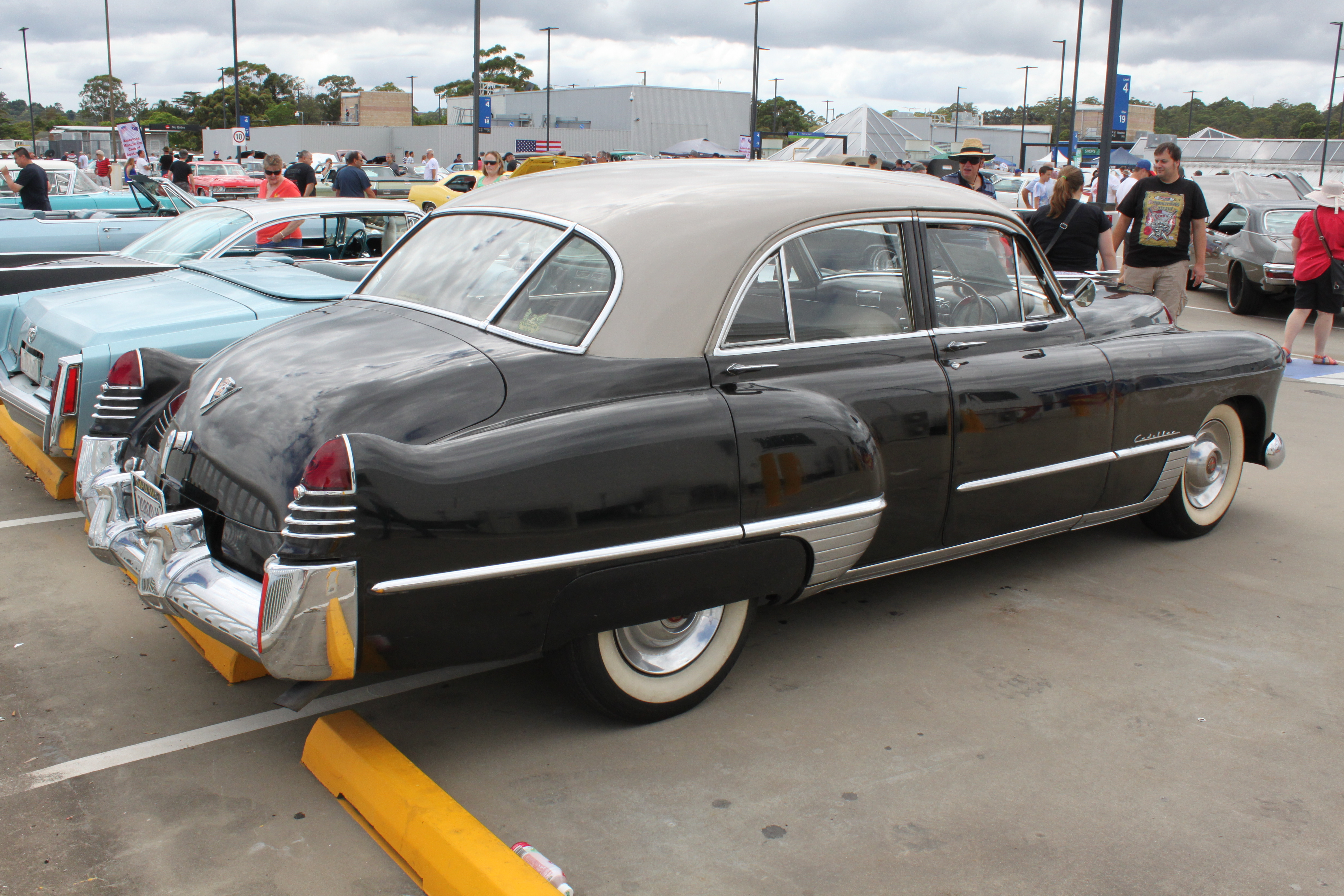
Cadillac Series 62 III - tył

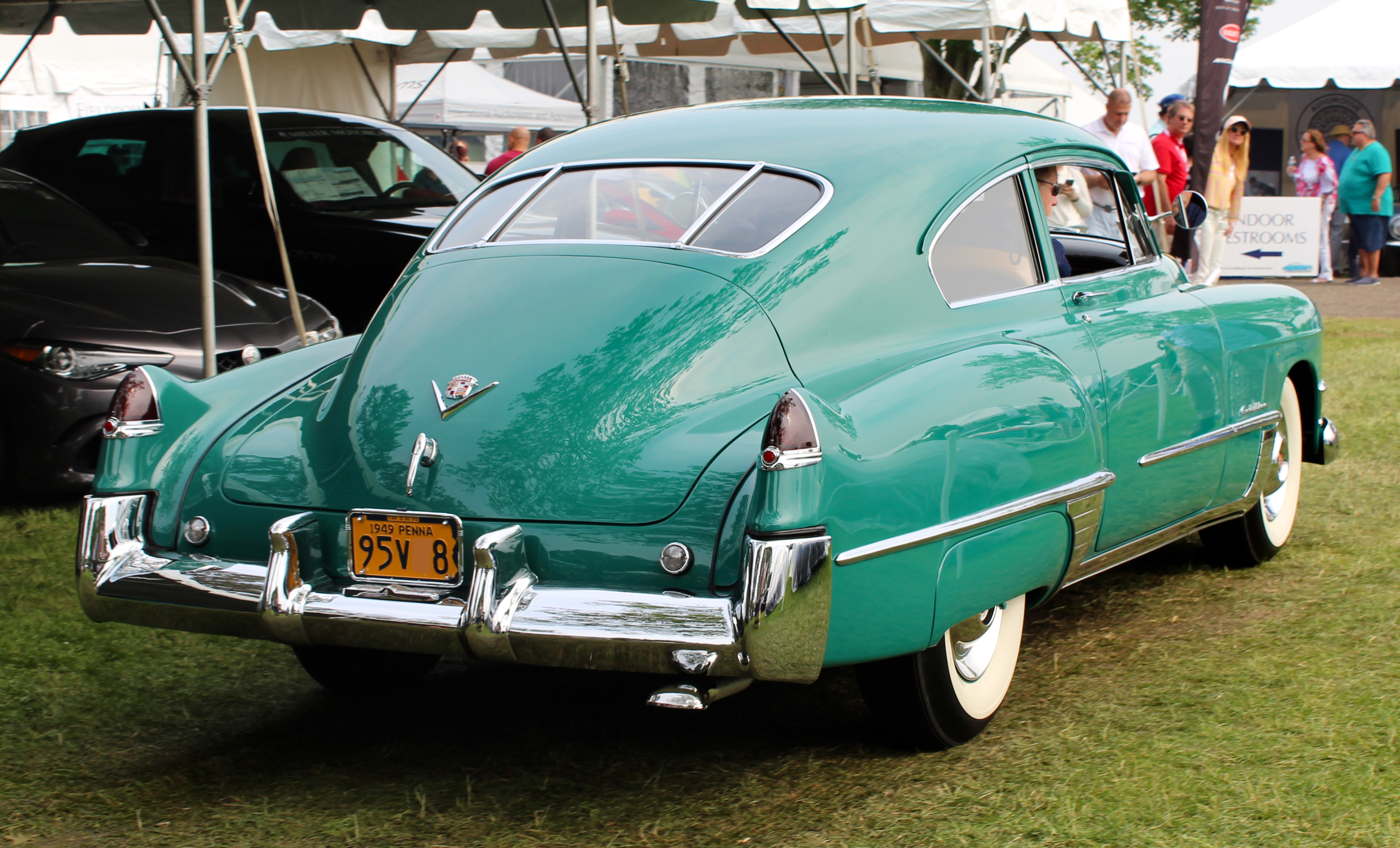
Cadillac Series 62 III Cabriolet

Cadillac Series 62 III został zaprezentowany po raz pierwszy w 1948 roku.
Trzecia generacja serii 62 trafiła na rynek jako rocznik 1948. Wciąż opierała się na płycie podłogowej GM C-body. Do napędu wciąż służyły silnik V8 5,4 i 5,7 l, moc przenoszona była na oś tylną poprzez 3-biegową manualną bądź 4-biegową automatyczną skrzynię biegów.
Trzecia generacja cechowała się rozstawem osi równym 3200 mm, była to wartość identyczna jak w serii 61. Wersję Cadillac Series 62 Coupe de Ville wprowadzono pod koniec 1949 roku, była to droższa i bardziej luksusowa wersja standardowego 2-drzwiowego coupé. Był to razem z modelami: Roadmaster Riviera i 98 Holiday pierwszy hardtop coupé pozbawiony środkowych słupków w nadwoziu. Najbardziej luksusową odmianą kabrioletu był produkowany w 1953 roku wariant Eldorado.

### Silnik
- V8 5.4l OHV
- V8 5.7l Monobloc

## Czwarta generacja

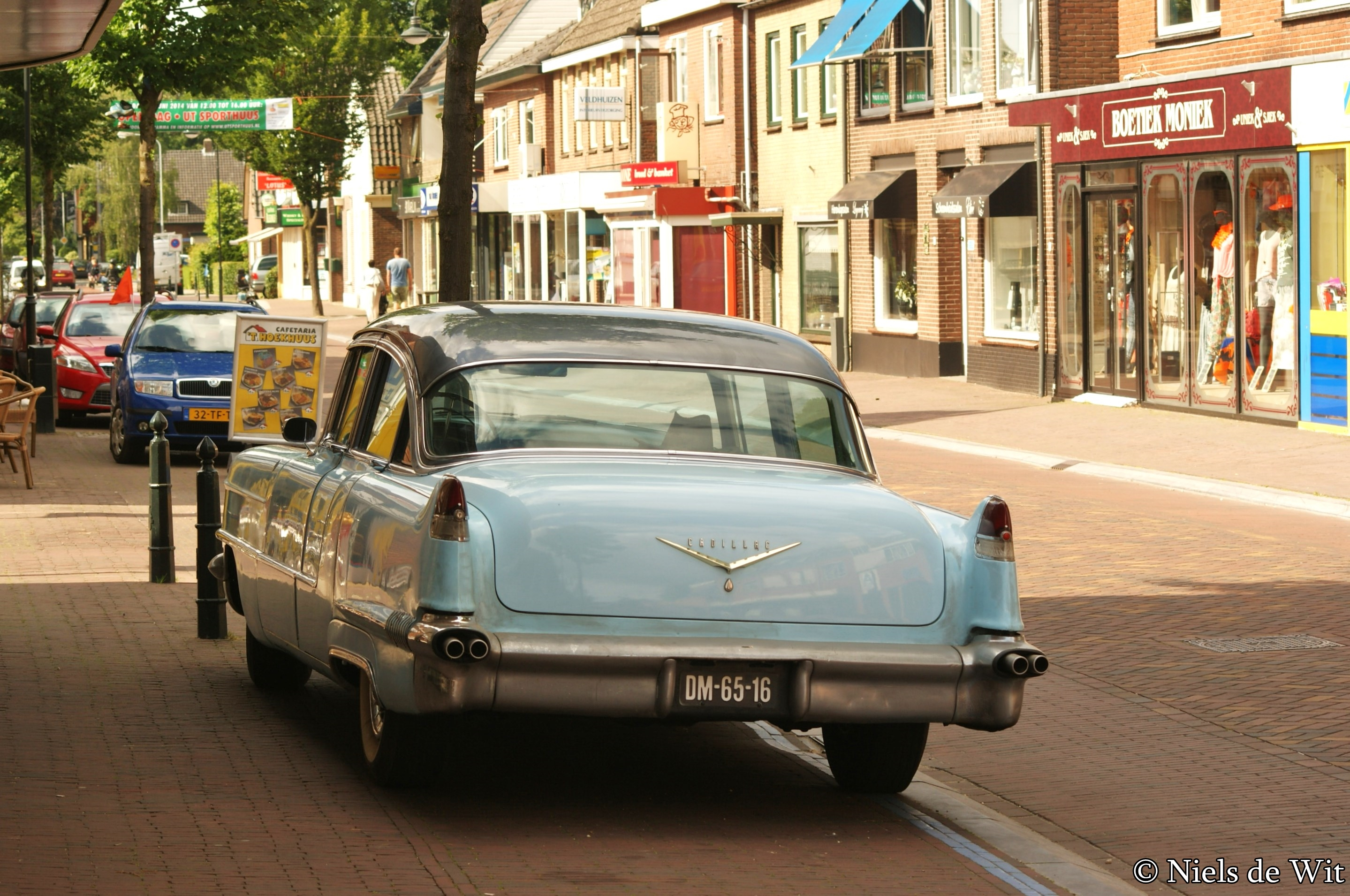
Cadillac Series 62 IV - tył

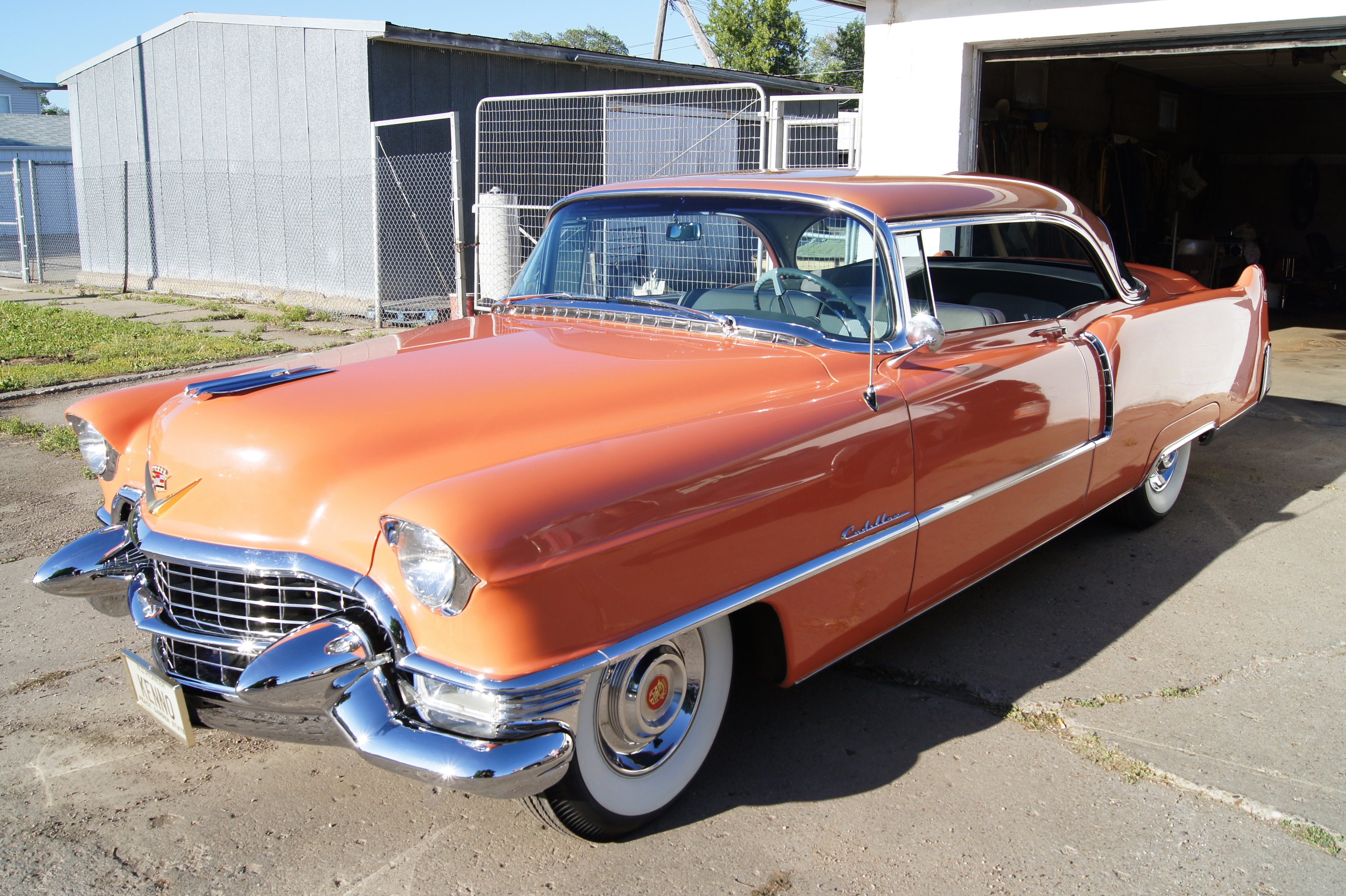
Cadillac Series 62 IV Coupe

Cadillac Series 62 IV został zaprezentowany po raz pierwszy w 1954 roku.
Czwarta generacja serii 62 trafiła na rynek jako rocznik 1954. Wciąż opierała się na płycie podłogowej GM C-body. Do napędu wciąż służyły silnik V8 5,4 i 6,0 l, moc przenoszona była na oś tylną poprzez 4-biegową automatyczną skrzynię biegów Hydramatic.
Dla rocznika 1956 przygotowano nową wersję – Series 62 Sedan de Ville, pierwszy 4-drzwiowy hardtop sedan Cadillaca. Podobnie jak Coupe de Ville, była to droższa i bardziej luksusowa wersja standardowego 4-drzwiowego sedana Series 62. Nowy pojazd sprzedawał się o wiele lepiej niż uboższy 4-drzwiowy odpowiednik. Z tego powodu serie Coupe de Ville i Sedan de Ville od 1959 roku produkowane były jako osobne modele rodziny Series 6300, w 1964 dołączył do niej 2-drzwiowy kabriolet De Ville.

### Silniki
- V8 5.4l OHV
- V8 6.0l OHV

## Piąta generacja

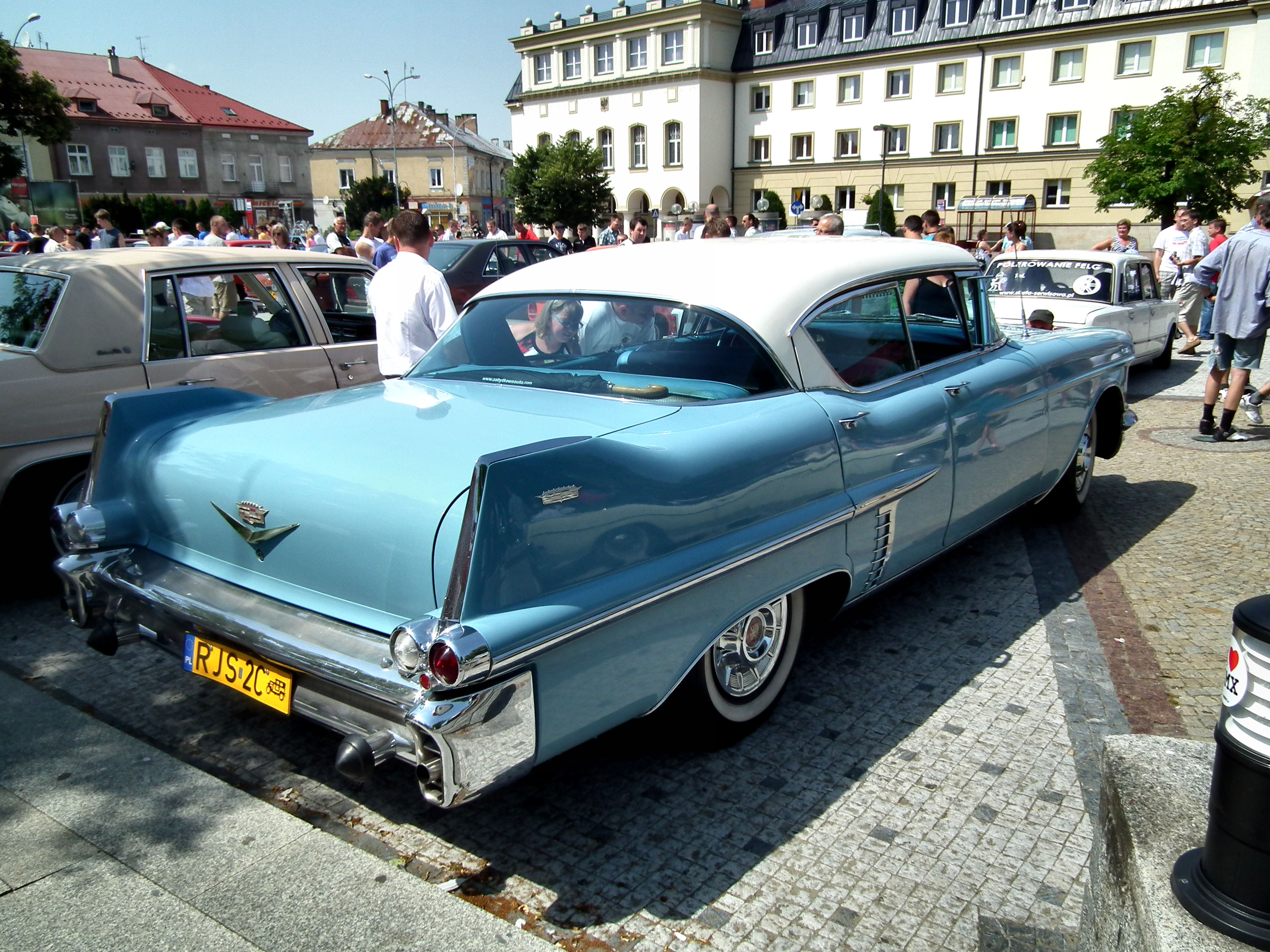
Cadillac Series 62 V - tył

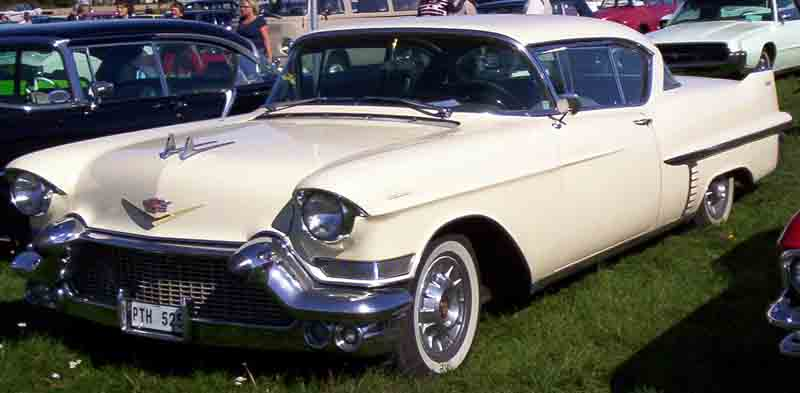
Cadillac Series 62 V Coupe

Cadillac Series 62 V został zaprezentowany po raz pierwszy w 1957 roku.
Piąta generacja serii 62 trafiła na rynek jako rocznik 1957. Wciąż opierała się na płycie podłogowej GM C-body. Do napędu użyto silnika V8 6.0, moc przenoszona była na oś tylną poprzez 4-biegową automatyczną skrzynię biegów Hydramatic.
Samochód dostępny był w kilku wersjach nadwoziowych: 2- i 4-drzwiowy hardtop oraz 2-drzwiowy kabriolet. Szerokość wynosiła 2032 mm.

### Silnik
- V8 6.0l OHV

## Szósta generacja

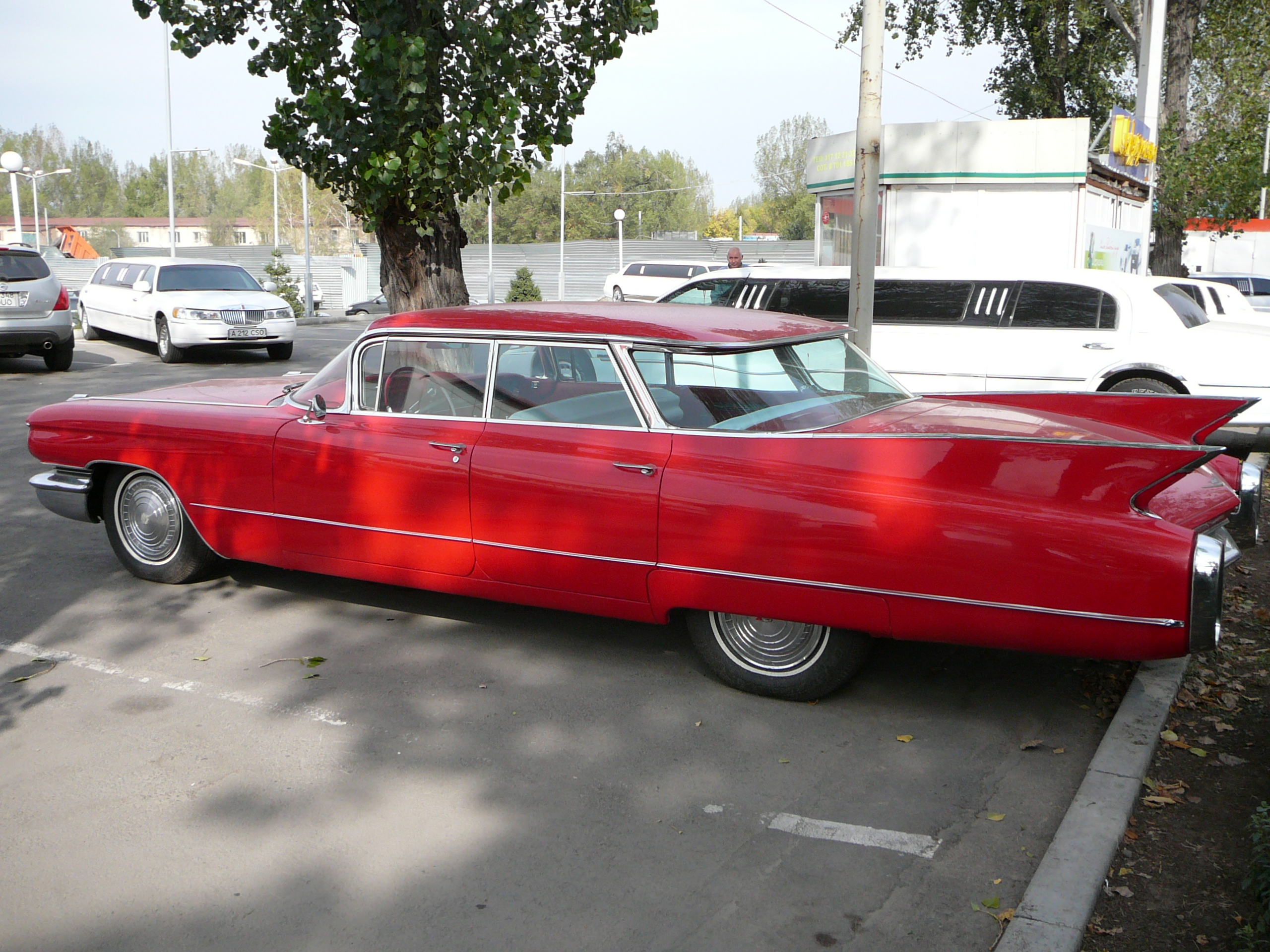
Cadillac Series 62 VI - tył

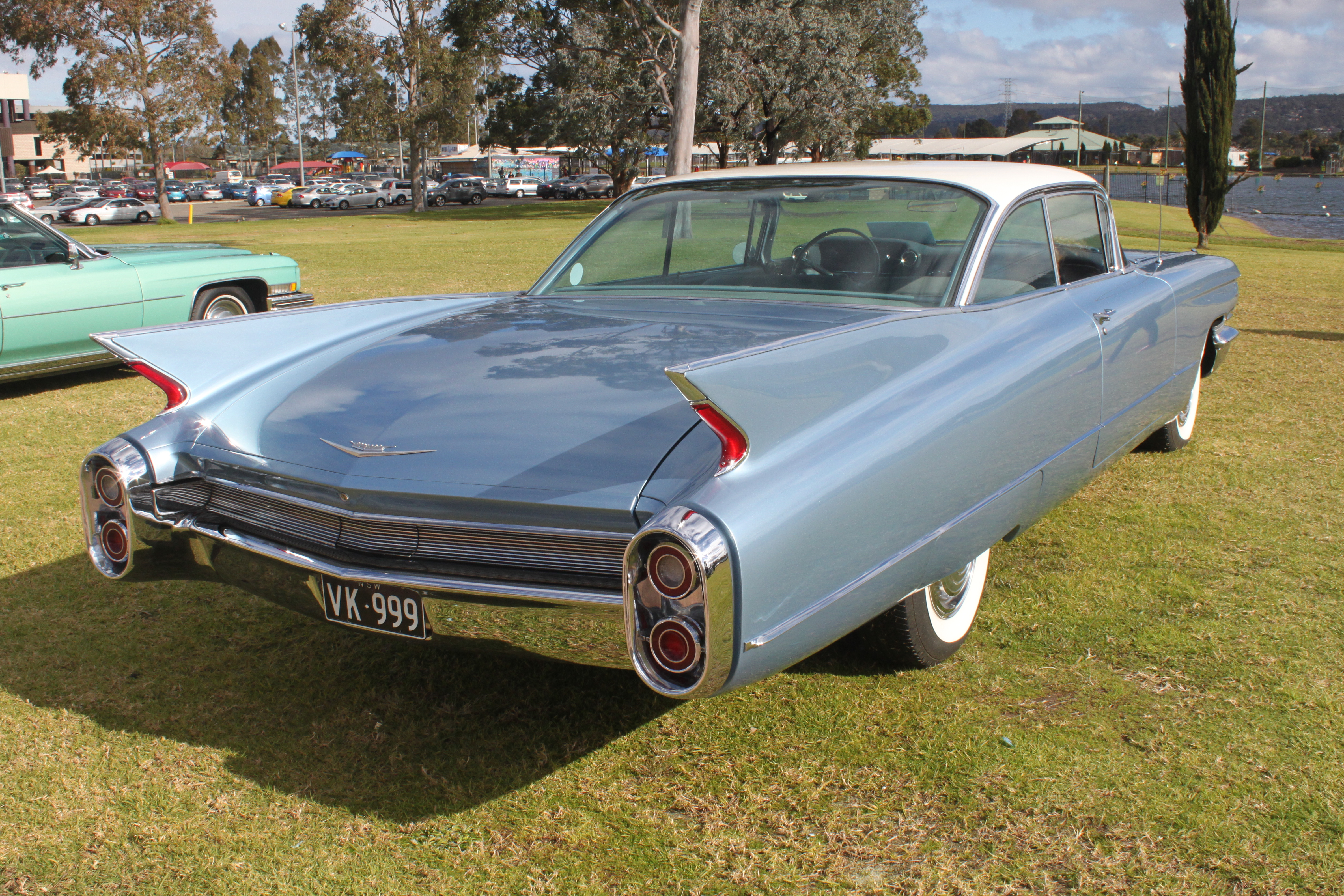
Cadillac Series 62 VI Coupe

Cadillac Series 62 VI został zaprezentowany po raz pierwszy w 1959 roku.
Szósta generacja serii 62 trafiła na rynek jako rocznik 1959. Wciąż opierała się na płycie podłogowej GM C-body. Do napędu użyto nowego silnika V8 6.4, moc przenoszona była na oś tylną poprzez 4-biegową automatyczną skrzynię biegów Hydramatic.
W 1959 roku seria 62 została przemianowana na Series 6200. De Ville oraz 2-drzwiowy Eldorado został wydzielony z serii 62 do odrębnych Series 6300 i Series 6400. Rozstaw osi dla wszystkich wersji wynosił 3302 mm, szerokość nadwozia dla rocznika 1959 to 2037 mm, dla 1960 zaś 2029 mm.

### Silnik
- V8 6.4l OHV

## Siódma generacja

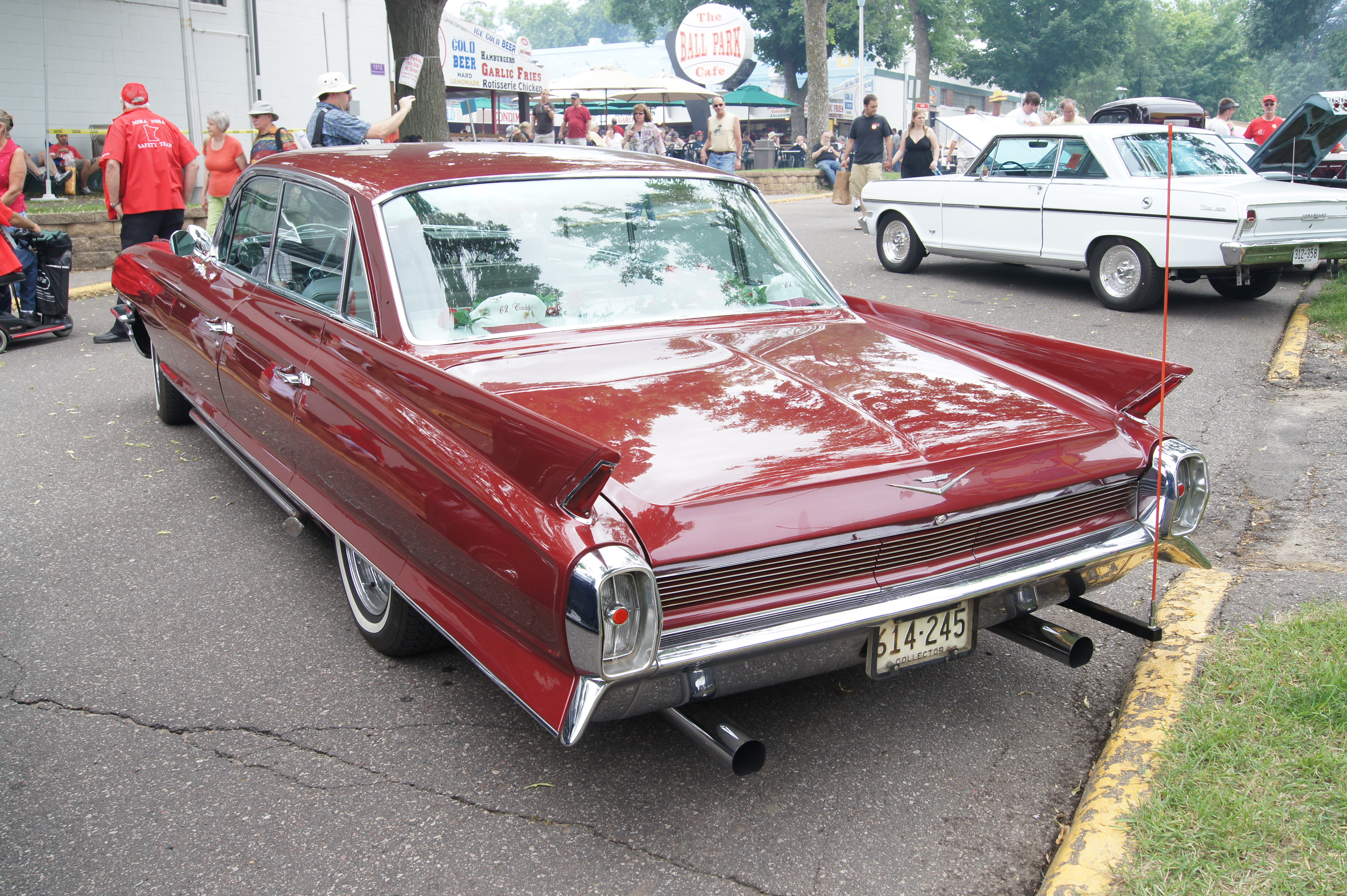
Cadillac Series 62 VII - tył

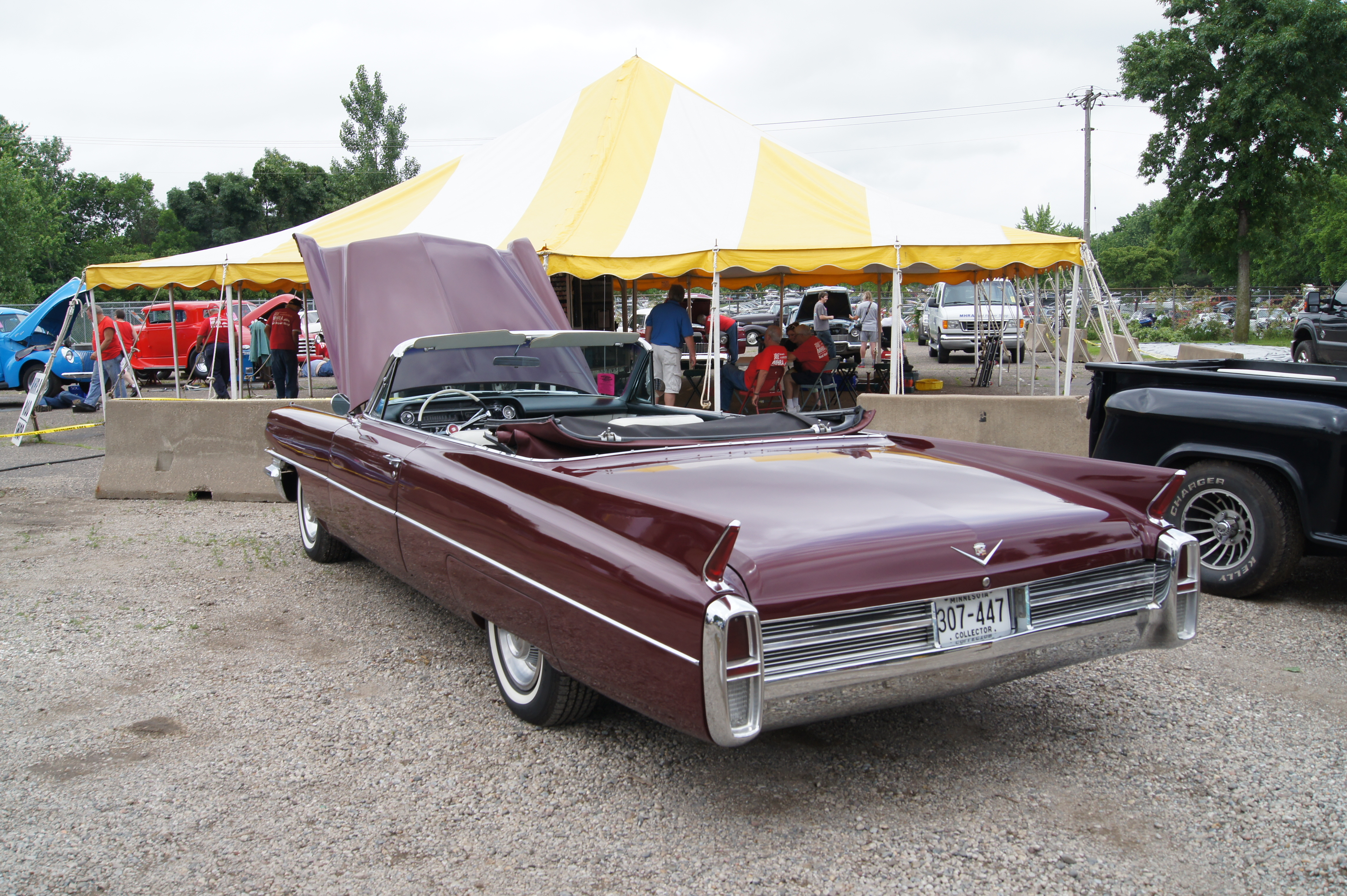
Cadillac Series 62 VII Cabriolet

Cadillac Series 62 VII został zaprezentowany po raz pierwszy w 1961 roku.
Szósta generacja serii 62 trafiła na rynek jako rocznik 1961. Wciąż opierała się na płycie podłogowej GM C-body. Do napędu używano silników V8 6.4 i 7.0, moc przenoszona była na oś tylną poprzez 3- lub 4-biegową automatyczną skrzynię biegów. Pojazd charakteryzował się rozstawem osi równym 3289 mm, szerokość nadwozia wynosiła w zależności od rocznika od 2019 do 2029 mm.

### Silniki
- V8 6.4l OHV
- V8 7.0l OHV